# Kunnatilaid
Kunnatilaid est une île d’Estonie.